# إيفافيرينز/لاميفودين/تينوفوفير
إيفافيرينز/لاميفودين/تينوفوفير (EFV/3TC/TDF)، يُباع تحت الاسم التجارية تيلورا، وهو دواء  مُركب ذو جرعة ثابتة لعلاج فيروس نقص المناعة البشرية/الإيدز. وهو يجمع بين إيفافيرينز، لاميفودين، وتينوفوفير. اعتبارًا من عام 2019، تم إدراجه من قبل منظمة الصحة العالمية كخيار أول، بديل لدولوتغرافير/لاميفودين/تينوفوفير. يؤخذ هذا الدواء عن طريق الفم.
الآثار الجانبية يمكن أن تشمل آلام المفاصل، والنعاس، والصداع، والاكتئاب، وصعوبة النوم، والحكة. قد تشمل الآثار الجانبية الشديدة الاكتئاب، اضطراب عقلي (الذُهان)، أو هشاشة العظم. قد يزيد من حدة نوبة الصرع عند الأشخاص الذين يعانون من الصرع. وينبغي أيضا إيلاء مزيد من الرعاية للأشخاص الذين يعانون من القصور كلوي. من غير المعروف ما إذا كان الاستخدام أثناء الحمل آمنًا.
ويدخل هذا الدواء ضمن قائمة الأدوية الأساسية التي وضعتها منظمة الصحة العالمية، وهي الأدوية الأكثر آمنًا وفعالية اللازمة في النظام الصحي. ويقدر أن تكلفة العلاج لعام واحد تبلغ 154 دولارا أمريكيا في العالم النامي اعتبارًا من عام 2011. حصلت هذه التركيبة على موافقة مبدئية في الولايات المتحدة في عام 2014. ويدعم توافرها وأهميتها من قبل منظمة أطباء بلا حدود.

## الاستخدام الطبي

### العلاج بمضاد الفيروسات
يمكن أن يتحور فيروس نقص المناعة البشرية ويصبح مقاومًا لدواء واحد. لذلك ، يصف معظم مقدمي الرعاية الصحية اليوم عدة أدوية لفيروس نقص المناعة البشرية معًا.
يسمى الجمع بين اثنين أو أكثر من الأدوية المضادة للفيروسات القهقرية العلاج المضاد للفيروسات القهقرية. إنه العلاج الأولي النموذجي الموصوف اليوم للأشخاص المصابين بفيروس نقص المناعة البشرية.
تم تقديم هذا العلاج القوي لأول مرة في عام 1995. بسبب العلاج المضاد للفيروسات القهقرية ، تم خفض الوفيات المرتبطة بالإيدز في الولايات المتحدة بنسبة 47 في المائة بين عامي 1996 و 1997.
تتكون الأنظمة الأكثر شيوعًا اليوم من نوعين من NRTIs وإما INSTI أو NNRTI أو PI المعزز بـ cobicistat (Tybost). هناك بيانات جديدة تدعم استخدام عقارين فقط ، مثل INSTI و NRTI أو INSTI و NNRTI.
كما أن التقدم في الأدوية يجعل الالتزام بالعقاقير أسهل بكثير. لقد أدت هذه التطورات إلى تقليل عدد الحبوب التي يجب على الشخص تناولها. لقد قللوا من الآثار الجانبية للعديد من الأشخاص الذين يستخدمون الأدوية المضادة للفيروسات القهقرية. أخيرًا ، تضمنت التطورات تحسين ملامح التفاعل بين الأدوية والعقاقير.

### التصنيف الصيدلاني
ينتمي لمجموعة الأدوية العاملة على إعاقة الإنزيم المنتسخة العكسية (Reverse Transcriptase)، وبذلك يمنع نسخ الفيروس.
لمنع تطوّر سلالات مقاومِة من فيروس الـ HIV، ولتمكين فعالية أقوى، يُعطى مع أدوية أخرى التي تُثبط الفيروس.     
يمكن إعطاءه لمصابين، حيث يكون هو العلاج الأول لهم ضد الفيروس، أو للمصابين الذين لا تستجيب أجسامهم له والذين طوّروا مقاومة للعلاج المضاد للفيروسات (Anti - Viral).
اعتبارًا من عام 2019، تم إدراجه من قبل منظمة الصحة العالمية كخيار أول، بديل لدولوتغرافير/لاميفودين/تينوفوفير. يؤخذ هذا الدواء عن طريق الفم.

## الآثار الجانبية
الآثار الجانبية يمكن أن تشمل 
1. آلام المفاصل
2. الشعور بالنعاس.
3. الشعور بالصداع.
4. الاكتئاب.
5. صعوبة النوم.
6. الحكة.[1]

### الآثار الجانبية الشديدة
قد تشمل الآثار الجانبية الشديدة: 
1. الاكتئاب.
2. اضطراب عقلي (الذُهان)
3. هشاشة العظم.[1]
4. قد يزيد من حدة نوبة الصرع عند الأشخاص الذين يعانون من الصرع.[1]
5. وينبغي أيضا إيلاء مزيد من الرعاية للأشخاص الذين يعانون من القصور كلوي.[1] من غير المعروف ما إذا كان الاستخدام أثناء الحمل آمنًا.[1][6]

## الثقافة والتاريخ
العلاج الرئيسي لفيروس نقص المناعة البشرية اليوم هو الأدوية المضادة للفيروسات القهقرية. هذه الأدوية لا تشفي من فيروس نقص المناعة البشرية. بدلاً من ذلك ، يقومون بقمع الفيروس وإبطاء تقدمه في الجسم. على الرغم من أنها لا تقضي على فيروس نقص المناعة البشرية من الجسم ، إلا أنها تستطيع قمعه إلى مستويات غير قابلة للكشف في كثير من الحالات.

## أنواع الأدوية المضادة للفيروسات القهقرية
يمكن تقسيم العلاجات التي توصف عادةً للأشخاص الذين يبدأون العلاج المضاد للفيروسات الرجعية إلى خمس فئات من الأدوية:
1. مثبطات النسخ العكسي للنيوكليوسيد / النوكليوتيدات (NRTIs)
2. مثبطات إنزيم نقل حبلا (INSTIs)
3. مثبطات الأنزيم البروتيني (PIs)
4. مثبطات النسخ العكسي غير النوكليوزيدية (NNRTIs)
5. مثبطات الدخول

تمت الموافقة على جميع الأدوية المذكورة أدناه من قبل إدارة الغذاء والدواء (FDA) لعلاج فيروس نقص المناعة البشرية.
إذا نجح أحد الأدوية المضادة للفيروسات القهقرية ، فيمكن أن يضيف العديد من السنوات الصحية والإنتاجية إلى حياة الشخص ويقلل من خطر انتقال العدوى للآخرين.
ويدخل هذا الدواء ضمن قائمة الأدوية الأساسية التي وضعتها منظمة الصحة العالمية، وهي الأدوية الأكثر آمنًا وفعالية اللازمة في النظام الصحي. ويقدر أن تكلفة العلاج لعام واحد تبلغ 154 دولارا أمريكيا في العالم النامي اعتبارًا من عام 2011. حصلت هذه التركيبة على موافقة مبدئية في الولايات المتحدة في عام 2014. ويدعم توافرها وأهميتها من قبل منظمة أطباء بلا حدود.